# Arster Landstraße

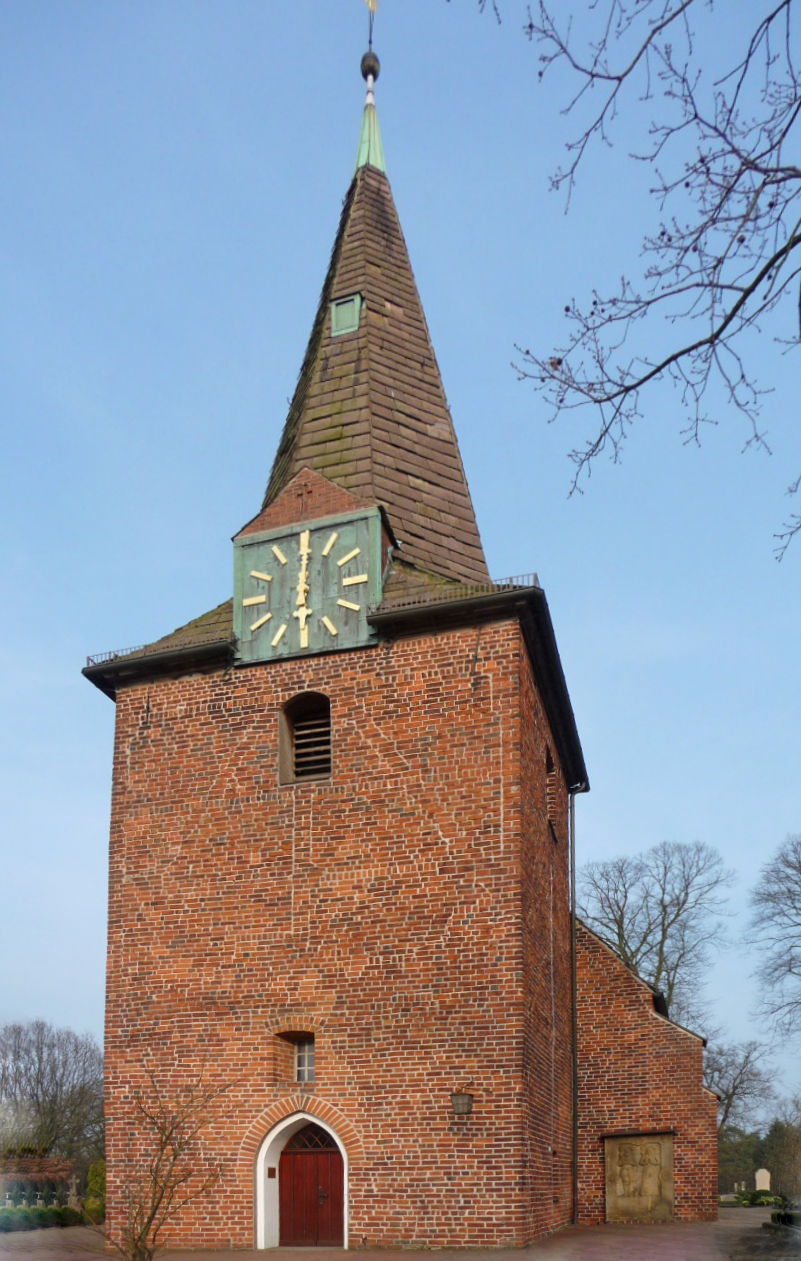
St-Johannis in Arsten

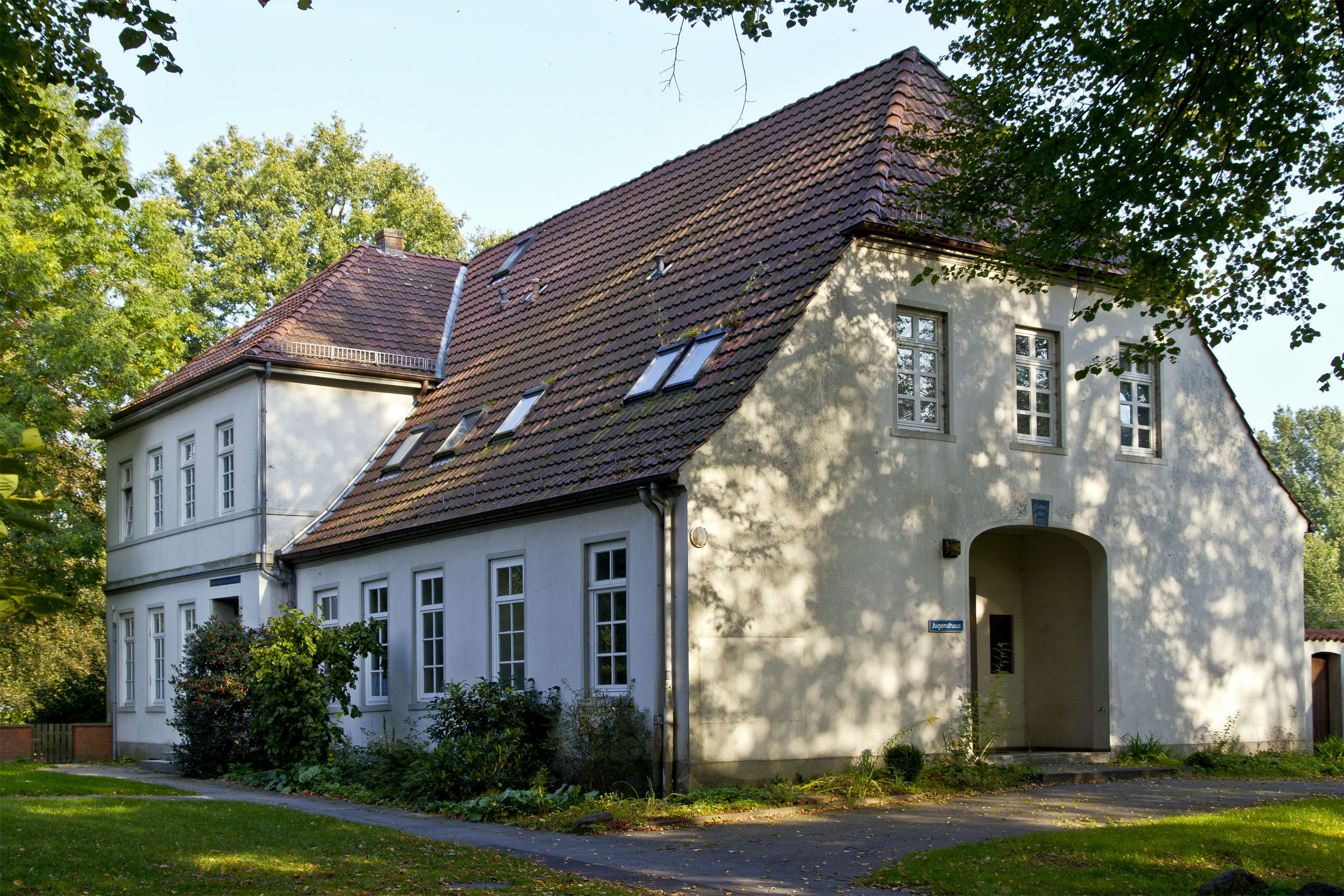
Gemeinde- und Pfarrhaus von 1853

Die Arster Landstraße ist eine zentrale Erschließungsstraße in Bremen, Stadtteil Obervieland, Ortsteil Arsten und etwas Habenhausen. Sie führt in Süd-Nord-Richtung von der Arster Heerstraße zur Karl-Marx-Straße und zum Baumhauser Weg in Habenhausen.
Die Querstraßen und Anschlussstraßen wurden benannt u. a. als Arster Heerstraße nach dem Ort, In der Tränke nach einer Viehtränke, Föhlstraße nach dem Lehrer, Küster und Organist Jacob Ludwig Föhle (1838–1913), unbenannter Weg zur Handwerkstraße, die hier wirkten, Hinter dem Vorwerk nach dem Vorwerk des Gutes der Familie von Arsten, Blendermannweg 1970 nach dem Architekten Otto Blendermann (1879–1944), Hermann-Helms-Straße 1969 nach dem Reeder der DDG Hansa-Reederei (1868–1942), unbenannter Weg, Autobahnzubringer Arsten, Karl-Marx-Straße nach dem Philosophen und Protagonist der Arbeiterbewegung und Baumhauser Weg 1905 nach einem baumumstandenen Gehöft; ansonsten siehe beim Link zu den Straßen.

## Geschichte

### Name
Die Arster Landstraße wurde nach dem Dorf und späteren Ortsteil benannt. Arsten könnte abgeleitet sein von Arsater (= Acker), also für die am Acker Wohnenden. Möglicherweise könnte auch ein Familienname für den Ortsnamen stehen. Die Familie von Arsten hatte im 17. Jahrhundert ihren Wohnsitz auf dem Vorwerk. Arsten wurde erstmals 1211 erwähnt.

### Entwicklung
Arsten war das alte Kirchdorf vom Vieland mit der romanischen St.-Johannes-Kirche von um 1250, die 1325 erstmals erwähnt wurde. Obervieland entstand 1598 durch die Teilung des Goh Vielands.
1390 entstand in Arsten der Landwehrgraben, der bereits in ganz Obervieland bestand. Nahe dem Korbhaus (Schanzkörbe aus Weiden) endete der Landwehrgraben an der damaligen Landesgrenze am Weserdeich.
Nach dem Zweiten Weltkrieg fand neben dem alten Dorfkern eine intensive Wohnbebauung in dem eingemeindeten Arsten statt.

### Verkehr
Die Straße kreuzt den Autobahnzubringer Arsten, der zur Bundesautobahn 1 führt. Der Abschnitt Bremer Kreuz–Bremen/Brinkum, der auch als Hansalinie Bremen–Dortmund bezeichneten Autobahn, wurde bis 1963 erstellt.
Im Nahverkehr in Bremen durchfährt die Buslinie 51 (Huckelriede ↔ Kattenturm Klinikum Links der Weser) die Straße.

## Gebäude und Anlagen
An der Straße stehen überwiegend ein- und zweigeschossige Wohnhäuser.
Bremer Baudenkmale
- Nr. 51: Backsteingotische evangelische Pfarrkirche St. Johannes von um 1250 auf einer kleinen Warft für den Hochwasserschutz; .[1]

Erwähnenswerte Gebäude und Anlagen
- Ecke Hinter dem Vorwerk: 3-gesch. größeres neueres Wohnhaus
- Sportanlage Korbhauser Weg vom TuS Komet Arsten
- Nr. 51: Kirche (s.oben) und Friedhof mit Grabsteinen aus dem 16. bis 18. Jahrhundert; die ältesten von 1546; Epitaph des Ritters Arp Hermeling und seiner Frau von 1589
  - 1- und 2-gesch. Gemeinde- und Pfarrhaus von 1853
  - Kindertagesheim St. Johannes Arsten von 1993 mit fünf 8-eckigen Pavillons um ein Zentrum
  - Erstes Bremer Denkmal von 2018 für die Flucht-Opfer
  - Korbhauser Weg 1: Früher war hier auch der Standort der alten reetgedeckten Kirchspielschule; 1858/59 folgte ein Neubau, 1888/89 wurde die Schule staatliche Volksschule, heute (2019) hat die zweizügige Grundschule Arsten 239 Schüler.
- Nr. 64 bis 98 sowie Blenderweg Nr. 4 bis 48 und Ecke Hermann-Helms-Straße: 2-gesch. verputzte Wohnreihenhäuser zum Teil als Zeilenbauten
- Brücke unter dem Autobahnzubringer Arsten
- Brücke über dem Graben zu den Holzackern, daneben ein Begleitweg

Kunstobjekte
- Nr. : Arster Marktfrauen mit Bremer Korb; Skulpturengruppe von 2011 vom Bildhauer Claus Homfeld, Bremen.
- Erstes Bremer Denkmal von 2018 für die Flucht-Opfer als Bronze-„Teppich“ vom Bildhauer Klaus Effern